# Эрнст I (герцог Брауншвейг-Гёттингена)
Эрнст I (1305 — 24 апреля 1367) — герцог Брауншвейг-Гёттингена с 1344 года до своей смерти.

## Биография
Сыном герцога Альбрехта II Брауншвейг-Вольфенбюттеля и его жены Риксы Верльской. В 1286 году его отец получил княжество Гёттинген, а в 1292 году он унаследовал княжество Брауншвейг-Вольфенбюттель от своего бездетного брата Вильгельма I. После смерти отца в 1318 году старший брат Эрнста, Отто Мягкий, стал правителем земель отца. После того, как Отто умер бездетным в 1344 году, Эрнст и его старший брат Магнус I разделили герцогство. Эрнст получил княжество Гёттинген, которое какое-то время оставалось отделённым от остальной части Брауншвейга.
Княжество Гёттинген, также известное как Верхний Лес, было самым бедным из княжеств Вельфов. В то время он состоял из бывшего округа Нортхайм, городов Гёттинген, Услар, Дрансфельд, Мюнден и Гизельвердер и половины Морингена. Город Брауншвейг оставался общей собственностью разных брауншвейгских герцогов.
В 1339 году Эрнст женился на Елизавете, дочери ландграфа Гессен Генриха II Железного. У них было как минимум шесть детей. Наиболее известным из них является его преемник Отто I. Младший сын присоединился к духовенству. Примерно в 1364 году Эрнст передал часть государственного управления своему сыну Отто I. После смерти Эрнста в 1367 году Отто I стал полноправным правителем.
Не так много известно о правлении Эрнста, в отличие от времени пребывания его сына в этой должности. Предполагается, что, как и его предшественники, он сражался вместе с другими городами против баронов-разбойников, которые занимали замки в этом районе. В последние годы он в основном жил со своими соседями в мире и вступил в союзы со многими из них. Исключение составляли епископство Хильдесхайм и его союзниками, Майнц, Гессен, Вальдеком и Хонштейном, с которыми он воевал.